# Adtalem Global Education
A Adtalem Global Education, conhecida anterioremente como DeVry, é uma corporação dos Estados Unidos, que opera diversas instituições de educação superior, incluindo Ross University, Carrington College, Western Career College, Chamberlain College of Nursing.
A empresa foi formada em 1973 como Corporação Keller-Taylor pelos fundadores Dennis Keller e Ronald Taylor. Keller-Taylor era uma holding da CBA Institute em Chicago (Mais tarde tornou-se Keller Graduate School of Management). Em 1987 adquiriu o Instituto DeVry da empresa-mãe Bell + Howell e fundidos com Keller Graduate School of Management, e o nome da companhia mudou para DeVry, Inc. DeVry se tornou uma sociedade anónima, com uma oferta pública inicial de ações em junho de 1991. Suas ações são negociadas na New York Stock Exchange sob o símbolo DV.
Em 1 de junho de 2009 a Standard and Poor's anunciou que estaria adicionando Devry Inc ao seu índice de ações, substituindo a recém-falida General Motors, efetivamente a partir do dia 2 de junho.

## Estrutura Societária
DeVry Inc. é uma holding para: DeVry University, Ross University, Chamberlain College of Nursing, and Becker Professional Review.
DeVry Inc.
3005 Highland Parkway
Downers Grove, IL  60515-5799
630/515-7700
800/73-DEVRY
|                          |                          |                          |                          |                          |                          |  |  |                   |                   |                   |                   |                   |                   |  |  |                                |                                |                                |                                |                                |                                |  |  |                       |                       |                       |                       |                       |                       |  |  | DeVry Inc                  |                            |                            |                            |                            |                            |  |  |                                           |                                           |                                           |                                           |                                           |                                           |  |  |               |               |               |               |               |               |  |  |                 |                 |                 |                 |                 |                 |  |  |            |            |            |            |            |            |  |  |  |  |  |  |  |  |  |  |  |  |  |  |  |  |  |  |  |  |  |  |  |  |  |  |
|                          |                          |                          |                          |                          |                          |  |  |                   |                   |                   |                   |                   |                   |  |  |                                |                                |                                |                                |                                |                                |  |  |                       |                       |                       |                       |                       |                       |  |  |                            |                            |                            |                            |                            |                            |  |  |                                           |                                           |                                           |                                           |                                           |                                           |  |  |               |               |               |               |               |               |  |  |                 |                 |                 |                 |                 |                 |  |  |            |            |            |            |            |            |  |  |  |  |  |  |  |  |  |  |  |  |  |  |  |  |  |  |  |  |  |  |  |  |  |  |
|                          |                          |                          |                          |                          |                          |  |  |                   |                   |                   |                   |                   |                   |  |  |                                |                                |                                |                                |                                |                                |  |  |                       |                       |                       |                       |                       |                       |  |  |                            |                            |                            |                            |                            |                            |  |  |                                           |                                           |                                           |                                           |                                           |                                           |  |  |               |               |               |               |               |               |  |  |                 |                 |                 |                 |                 |                 |  |  |            |            |            |            |            |            |  |  |  |  |  |  |  |  |  |  |  |  |  |  |  |  |  |  |  |  |  |  |  |  |  |  |
| DeVry University         | DeVry University         | DeVry University         | DeVry University         | DeVry University         | DeVry University         |  |  | Ross University   | Ross University   | Ross University   | Ross University   | Ross University   | Ross University   |  |  | Chamberlain College of Nursing | Chamberlain College of Nursing | Chamberlain College of Nursing | Chamberlain College of Nursing | Chamberlain College of Nursing | Chamberlain College of Nursing |  |  |                       |                       |                       |                       |                       |                       |  |  | Becker Professional Review | Becker Professional Review | Becker Professional Review | Becker Professional Review | Becker Professional Review | Becker Professional Review |  |  |                                           |                                           |                                           |                                           |                                           |                                           |  |  |               |               |               |               |               |               |  |  |                 |                 |                 |                 |                 |                 |  |  |            |            |            |            |            |            |  |  |  |  |  |  |  |  |  |  |  |  |  |  |  |  |  |  |  |  |  |  |  |  |  |  |
| DeVry University         | DeVry University         | DeVry University         | DeVry University         | DeVry University         | DeVry University         |  |  | Ross University   | Ross University   | Ross University   | Ross University   | Ross University   | Ross University   |  |  | Chamberlain College of Nursing | Chamberlain College of Nursing | Chamberlain College of Nursing | Chamberlain College of Nursing | Chamberlain College of Nursing | Chamberlain College of Nursing |  |  |                       |                       |                       |                       |                       |                       |  |  | Becker Professional Review | Becker Professional Review | Becker Professional Review | Becker Professional Review | Becker Professional Review | Becker Professional Review |  |  |                                           |                                           |                                           |                                           |                                           |                                           |  |  |               |               |               |               |               |               |  |  |                 |                 |                 |                 |                 |                 |  |  |            |            |            |            |            |            |  |  |  |  |  |  |  |  |  |  |  |  |  |  |  |  |  |  |  |  |  |  |  |  |  |  |
|                          |                          |                          |                          |                          |                          |  |  |                   |                   |                   |                   |                   |                   |  |  |                                |                                |                                |                                |                                |                                |  |  |                       |                       |                       |                       |                       |                       |  |  |                            |                            |                            |                            |                            |                            |  |  |                                           |                                           |                                           |                                           |                                           |                                           |  |  |               |               |               |               |               |               |  |  |                 |                 |                 |                 |                 |                 |  |  |            |            |            |            |            |            |  |  |  |  |  |  |  |  |  |  |  |  |  |  |  |  |  |  |  |  |  |  |  |  |  |  |
| Denver Technical College | Denver Technical College | Denver Technical College | Denver Technical College | Denver Technical College | Denver Technical College |  |  | Becker CPA Review | Becker CPA Review | Becker CPA Review | Becker CPA Review | Becker CPA Review | Becker CPA Review |  |  | Gross-Monette CPA Review       | Gross-Monette CPA Review       | Gross-Monette CPA Review       | Gross-Monette CPA Review       | Gross-Monette CPA Review       | Gross-Monette CPA Review       |  |  | Fox Gearty CPA Review | Fox Gearty CPA Review | Fox Gearty CPA Review | Fox Gearty CPA Review | Fox Gearty CPA Review | Fox Gearty CPA Review |  |  | Conviser Duffy CPA Review  | Conviser Duffy CPA Review  | Conviser Duffy CPA Review  | Conviser Duffy CPA Review  | Conviser Duffy CPA Review  | Conviser Duffy CPA Review  |  |  | CPA assets of BARBRI Professional Testing | CPA assets of BARBRI Professional Testing | CPA assets of BARBRI Professional Testing | CPA assets of BARBRI Professional Testing | CPA assets of BARBRI Professional Testing | CPA assets of BARBRI Professional Testing |  |  | Stalla Review | Stalla Review | Stalla Review | Stalla Review | Stalla Review | Stalla Review |  |  | Person Wolinsky | Person Wolinsky | Person Wolinsky | Person Wolinsky | Person Wolinsky | Person Wolinsky |  |  | Gearty CPE | Gearty CPE | Gearty CPE | Gearty CPE | Gearty CPE | Gearty CPE |  |  |  |  |  |  |  |  |  |  |  |  |  |  |  |  |  |  |  |  |  |  |  |  |  |  |